# ريم عبد الله
ريم عبد الله (20 فبراير 1987 - )، ممثلة سعودية، عرفت أثناء ظهورها في مسلسل طاش ما طاش بموسمه الخامس عشر مع الثنائي عبد الله السدحان وناصر القصبي في عام 2007، واصلت مشوارها الفني بالمشاركة في قرابة 30 مسلسلاً، لها مشاركة سينمائية واحدة مع المخرجة هيفاء المنصور في فيلم وجدة في عام 2012.

## مسيرتها الفنية
ولدت في العاصمة السعودية الرياض، لم تدرس التمثيل ولم تكترث لذلك. بدأت مسيرتها الفنية في ظهور بسيط في مسلسل طاش ما طاش في موسمه الخامس عشر بعدة حلقات بجانب الثنائي ناصر القصبي وعبد الله السدحان في عام 2007 ، وفي نفس السنة، ظهرت في كوميديا نسائية بعنوان عمشة بنت عماش من تأليف وكتابة عبد الله العامر. عرض المسلسل حصريا على قناة إل بي سي، ويتحدث حول فتاة سعودية تدفعها ظروف معينة إلى قيادة سيارة أجرة. كما شاركت في الجزء الثاني من مسلسل بيني وبينك مع حسن عسيري وفايز المالكي بدور «الشيخة ألفت» في عام 2008. أدت دور بسيط في مسلسل كلنا عيال قرية حيث لعبت شخصية مها بنت الجيران. وكانت ريم في تلك الفترة قد وقعت عقدا احتكاريا مع شركة الصدف لصالح قناة إم بي سي، يلزمها بالعمل لصالحها وتلقي جميع النصوص والأدوار عن طريقها.
في العام التالي، مثّلت في عدة مسلسلات. ظهرت في عدة حلقات في الساكنات في قلوبنا الذي بدأ بثه أسبوعياً في يناير 2009، وصوّرت حلقة من مسلسل جاري ياحمودة عرضت في فبراير. ثم لعبت دور البطولة في أيام السراب وجسدت فيه دور الفتاة الدلوعة في بيت العائلة. شوهدت في مسلسل أسوار 2 الذي عرض في مايو 2009، حيث تعاونت فيه مع مروة محمد للمرة الثانية بعد ظهورها في عمشة بنت عماش قبل أن تجتمعان مرة أخرى في عطر، إضافة إلى مسلسل عذاب الذي تؤديان فيه دوري فتاتين تعيشان ظروفاً مضطربة في فترة غزو العراق للكويت مطلع تسعينيات القرن الماضي.
شاركت ريم عبد الله في دور البطولة للمسلسل الرمضاني مزحة برزحة الذي عرض على شاشة الفضائية السعودية الأولى في عام 2010. مثلت أول فيلم لها مع المخرجة هيفاء المنصور في فيلم وجدة في عام 2012. وشاركت في مسلسل كلام الناس 3 الذي عرض في رمضان 2014.

## أصولها
كشفت عن اسمها الحقيقي وهويتها لأول مرة، قائلة أن اسمها "نورة"، لافتة إلى أنها نجدية من قبيلة عتيبة، ونفت أن تكون من جنوب السعودية، وأضافت ريم عبد الله خلال لقائها في برنامج "مجموعة إنسان"، مع الإعلامي علي العلياني، قائلة:"أموت في أهل الجنوب ومن حبي في منطقة الجنوب أتقنت اللهجة وأستمتع وأنا أتحدثها وتعلمتها من الفنان حسن عسيري.

## حياتها الاسرية
تزوجت قبل دخولها مجال الفن من رجل سعودي وهو والد ابنها الوحيد «سلطان»، وانفصلت عنه بعد زواج دام عشر سنوات.

## أعمالها

المُلصق العربي لفيلم وجدة، وتظهر بها ريم عبد الله.

### المسلسلات
| سنة الإنتاج | العنوان                                                      | بمشاركة |
| ----------- | ------------------------------------------------------------ | --- |
| 2007        | طاش ما طاش - طاش 15                                          | ناصر القصبي، عبد الله السدحان |
| 2007        | عمشة بنت عماش                                                | مروة محمد، نشوى مصطفى، ميسون الرويلي |
| 2008        | كلنا عيال قرية                                               | ناصر القصبي، عبد الله السدحان، أغادير السعيد                                                                                            |
| 2008        | بيني وبينك - الجزء الثاني الجزء الثالث عام 2009 والرابع 2010 | راشد الشمراني، حسن عسيري، فايز المالكي                                                                                                  |
| 2009        | الساكنات في قلوبنا - حلقات منفصلة                            | |
| 2009        | أسوار 2                                                      | علي السبع، تركي اليوسف، زهرة عرفات |
| 2009        | جاري يا حمودة                                                | يوسف الجراح |
| 2009        | أيام السراب                                                  | تركي اليوسف، قحطان القحطاني، هدى الخطيب                                                                                                 |
| 2009        | قلب أبيض                                                     | ليلى السلمان، تركي اليوسف، زهرة عرفات                                                                                                   |
| 2009        | عطر                                                          | محمد المنيع، علي السبع، فاطمة الحوسني                                                                                                   |
| 2009        | طاش ما طاش - طاش 16                                          | ناصر القصبي، عبد الله السدحان |
| 2010        | وعد لزام                                                     | جاسم النبهان، أسمهان توفيق، علي البريكي                                                                                                 |
| 2010        | مزحة برزحة                                                   | محمد العيسى، ليلى السلمان |
| 2010        | حيتان وذئاب                                                  | جاسم النبهان، صلاح الملا، هدى حمادة |
| 2010        | طاش ما طاش - طاش 17                                          | ناصر القصبي، عبد الله السدحان |
| 2010        | عذاب                                                         | عبد الرحمن الخريجي، أسمهان توفيق، لطيفة المجرن                                                                                          |
| 2011        | من عيوني                                                     | حسن عسيري، حبيب الحبيب، غزلان ناصر |
| 2012        | من الآخر                                                     | راشد الشمراني، يوسف الجراح، حبيب الحبيب                                                                                                 |
| 2012        | هوامير الصحراء - الجزء الرابع                                | أحمد الصالح، سعد خضر، سمير الناصر |
| 2014        | كلام الناس - الجزء الثالث                                    | حسن عسيري، حبيب الحبيب، مريم الغامدي |
| 2014        | رعود المزن                                                   | ياسر المصري، عبير عيسى |
| 2016        | سيلفي 2                                                      | ناصر القصبي، عبد الإله السناني |
| 2016        | سيلفي 3                                                      | ناصر القصبي، حبيب الحبيب، أسعد الزهراني                                                                                                 |
| 2018        | شير شات                                                      | فايز المالكي، حسن عسيري، راشد الشمراني                                                                                                  |
| 2018        | العاصوف الجزء الثاني عام 2019                                | ناصر القصبي، عبد الإله السناني، ليلى السلمان                                                                                            |
| 2019        | عندما يكتمل القمر الجزء الثاني عام 2021                      | سارة اليافعي،فيصل العميري،ميسون الرويلي                                                                                                 |
| 2021        | الميراث                                                      | محمد الحجي، مريم الغامدي، عهود السامر، كابتن ريما، رانا الشافعي، شيماء الفضل، حسن المطوع، سلطان المقبالي، فوزي المتعب، عبدالله القحطاني |
| 2021        | ستوديو 21                                                    | علي الحميدي، ماجد مطرب فواز، خالد المظفر، عبدالعزيز النصار، خالد الفراج، ريماس منصور، العنود سعود                                       |
| 2022        | ستديو 22                                                     | حبيب الحبيب، ماجد مطرب فواز |
| 2023        | قرت عينك                                                     | حياة الفهد، سعاد علي |
| 2023        | ستديو 23                                                     | حبيب الحبيب، ماجد مطرب فواز |
| 2024        | الشرار                                                       | ليلى السلمان، علي السبع، خالد صقر. |
| 2024        | جاك العلم                                                    | ماجد مطرب فواز، حبيب الحبيب، علي الحميدي.                                                                                               |
| 2025        | جاك العلم 2                                                  | ماجد مطرب فواز، حبيب الحبيب، علي الحميدي.                                                                                               |
| 2025        | ليالي الشميسي                                                | عبد الإله السناني، عبد العزيز السكرين، هبة حسين، عبد الرحمن نافع.                                                                       |

### أفلام
| سنة الإنتاج | العنوان | بمشاركة            |
| ----------- | ------- | ------------------ |
| 2012        | وجدة    | عهد كامل، وعد محمد |

### برامج
| سنة الإنتاج | البرنامج | ملاحظات                                       |
| ----------- | -------- | --------------------------------------------- |
| 2024        | درايش    | قدمت البرنامج على قناة السعودية في شهر رمضان. |

## وصلات خارجية
- ريم عبد الله على موقع IMDb (الإنجليزية)
- ريم عبد الله على موقع قاعدة بيانات الأفلام العربية
- ريم عبد الله على موقع ألو سيني (الفرنسية)
- ريم عبد الله على موقع قاعدة بيانات الأفلام السويدية (السويدية)
- ريم عبد الله على موقع قاعدة بيانات الفيلم (الإنجليزية)
- ريم عبد الله على موقع كينوبويسك (الروسية)